# Корита (Билеча)
Корита (серб. Корита / Korita) — село в общине Билеча Республики Сербской Боснии и Герцеговины. Население составляет 104 человека по переписи 2013 года.
В селе располагается Коритская пещера: 3 и 4 июня 1941 усташи расстреляли в селе более 130 сербов и бросили трупы в пещеру.